# Bernardo Fernandes da Silva Junior
Bernardo Fernandes da Silva Junior, noto semplicemente come Bernardo (San Paolo, 14 maggio 1995), è un calciatore brasiliano, difensore del Hoffenheim.

## Palmarès

### Club

#### Competizioni nazionali
- Campionato austriaco: 4

Salisburgo: 2015-2016, 2020-2021, 2021-2022, 2022-2023
- Coppa d'Austria: 2

Salisburgo: 2015-2016, 2020-2021